# George Weightman-Smith

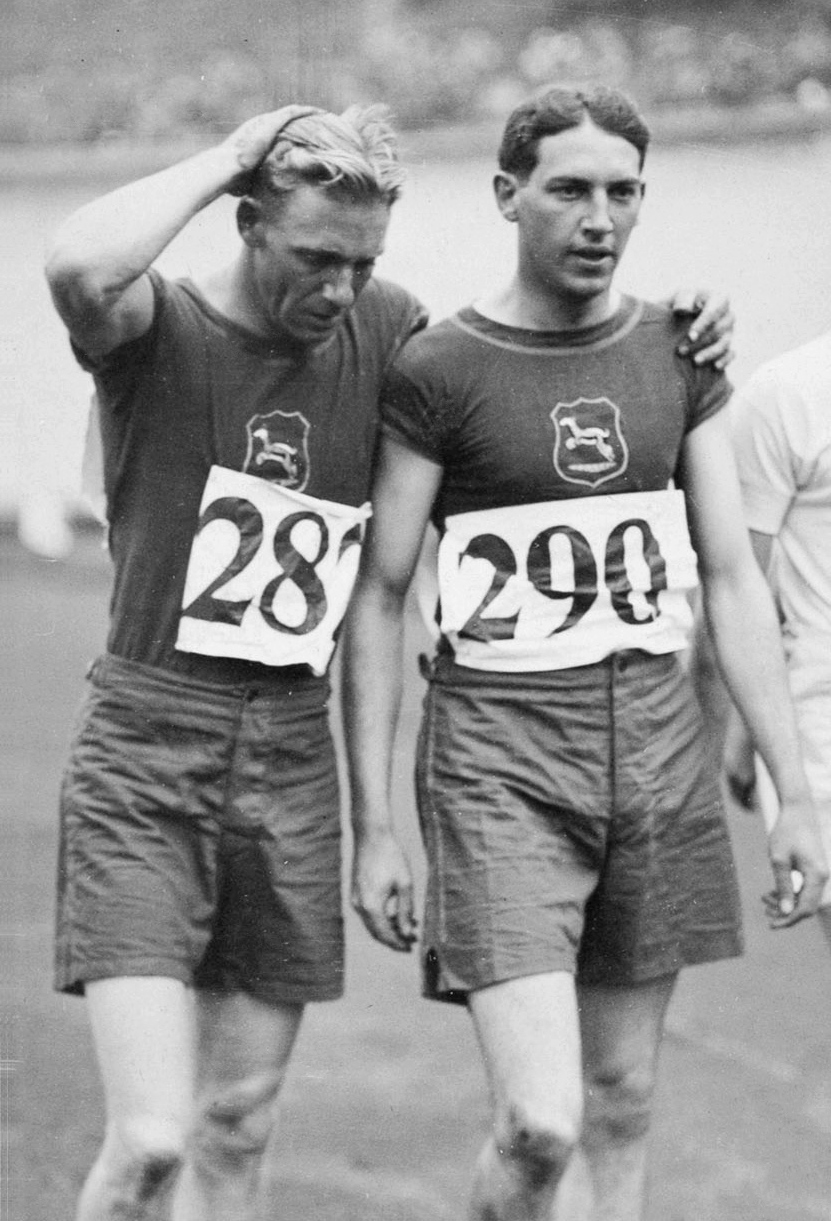
George Weightman-Smith (rechts) neben Sidney Atkinson bei den Olympischen Spielen 1928

George Weightman-Smith (George Collinson Weightman-Smith; * 31. Oktober 1905 in Durban; † April 1972) war ein südafrikanischer Hürdenläufer, Speerwerfer und Zehnkämpfer.
Bei den Olympischen Spielen 1928 wurde er über 110 m Hürden Fünfter in 15,0 s, nachdem er im Halbfinale mit 14,6 s einen Weltrekord aufgestellt hatte (Sieger wurde sein Landsmann Sidney Atkinson in 14,8 s). Im Speerwurf kam er auf den 21. Platz, und im Zehnkampf gab er nach der vierten Disziplin auf.

## Persönliche Bestleistungen
- 110 m Hürden: 14,6 s, 31. Juli 1928, Amsterdam
- Speerwurf: 61,91 s, 1928